# Ruy Blas (pel·lícula)
Ruy Blas és una pel·lícula francesa dirigida per Pierre Billon, estrenada el 1948.

## Sinopsi
La història se centra en un parany que, en venjança, Don Salustio posa a la reina. Sabent que un dels seus esclaus, Ruy Blas, s'ha enamorat d'ella en secret, el vesteix com un noble i el porta a la cort. Intel·ligent i generós, Blas es fa popular, és nomenat primer ministre (inicia reformes útils en aquest paper) i conquereix el cor de la reina. Don Salustio torna per venjar-se: revela la veritat humiliant cruelment en Blas: li ordena que tanqui la finestra i agafi el seu mocador, mentre intenta explicar l'estat de la política espanyola. Blas el mata i decideix suïcidar-se enverinant-se. A punt de morir, rep el perdó de la reina, que li declara obertament el seu amor.

## Argument
L'any 1695, per un camí desert cap a Madrid, va viatjar el duc d'Alba (Gilles Quéant), en companyia de Ruy Blas (Jean Marais), un jove estudiant vestit modestament perquè és plebeu. Els dos homes són detinguts per bandolers. Atrapat, el duc envia Ruy Blas a demanar a Don Salustio de Bazan (Marcel Herrand), ministre de Policia, que lliuri el rescat demanat pels bandolers. Però Ruy Blas és, sense saber-ho, el doble perfecte de Zafari, el líder de la colla. De fet, Zafari no és altre que Don César de Bazan (Jean Marais), el cosí del mateix ministre.
Don Salustio cau en desgràcia a la cort perquè va ser condemnat a l'exili per la reina d'Espanya, Doña Marianna del Palatinat-Neuburg (Danielle Darrieux). Per escapar-se d'ell, Don Salustio pretén tender un parany a la jove reina abandonada pel rei que no es preocupa més per ella que pel regne. Així que decideix aprofitar aquesta semblança entre Ruy Blas i el seu cosí, fent creure a la cort que Don César (en realitat Ruy Blas) torna de l'Índia, i anima l'estudiant, vestit noblement, a seduir el sobirà. Ruy Blas, que va conèixer la jove reina a Neuburg an der Donau i sempre ha estat enamorat d'ella, accepta la seva submissió signant la seva veritable identitat com a plebea al fons d'un pergamí. Al mateix temps, Don Salustio fa arrestar i enviar a galeres l'autèntic Don César: el ministre de la Policia només ha d'esperar l'hora de la seva venjança per donar el cop presenciant el deshonor de la reina.
La reina, malgrat la vigilància protocol·lària de la duquessa d'Albuquerque (Gabrielle Dorziat), seduïda pel coratge d'aquest jove guapo i noblement vestit, que gairebé va morir per ella en un torrent mentre anava a collir la seva flor preferida, es converteix en la seva mestressa. Fins i tot arriba a ajudar-lo a pujar al cim de la jerarquia del regne, nomenant-lo primer ministre. Don Cèsar, en realitat Ruy Blas, intel·ligent i generós, es fa popular fent servir el seu poder al servei d'una Espanya dividida regulada per ministres sense escrúpols: “Bon profit, senyors!". Des del seu exili, don Salustio, creient que aquest havia pujat massa ràpid l'escala dels honors, decideix tornar a Madrid per venjar-se: va acusar Ruy Blas de l'assassinat de don Guritan, tot i que ell era l'autèntic Cèsar, tornat de galeres, que el va matar i organitza una trobada trampa entre els dos amants per tal de desemmascarar la reina. En humiliar cruelment a Ruy Blas, Don Salustio revela la veritat a la reina i l'amenaça sense embuts. Ruy Blas, incapaç de sobreviure a aquesta revelació, apunyala Don Salustio i, convençut que la reina mai el perdonarà el seu crim, s'empassa verí. Abans de morir als braços de la seva estimada, la reina li concedeix el perdó i li declara obertament el seu amor.
Nota: Jean Marais interpreta, en doble paper, Ruy Blas, el personatge seriós i intrèpid, enamorat de la reina (“un cuc de terra enamorat d'una estrella”), i Don César.

## Repartiment
- Jean Marais: Ruy Blas & Don César de Bazan
- Danielle Darrieux: la reina d'Espanya
- Marcel Herrand: Don Salustio de Bazan
- Gabrielle Dorziat: La duquessa d'Albuquerque
- Alexandre Rignault: Goulatromba
- Giovanni Grasso: Don Guritan
- Paul Amiot: El marquès de Santa Creu
- Jone Salinas: Casilda, la criada
- Gilles Quéant: El duc d'Alba
- Jacques Berlioz: Un ministre
- Charles Lemontier: el comte de Camporel
- Pierre Magnier: El marquès de Priego
- Armand Lurville: L'arquebisbe

## Producció
En revisar l'obra de Victor Hugo, Cocteau no va buscar la sortida fàcil. Perquè si Hernani va desencadenar una "batalla", l'absurd drama de Ruy Blas només va saber generar avorriment, un avorriment acadèmic i polsegós, sonant buit i fals. Cocteau va decidir exhumar l'heroi romàntic, ressuscitar-lo i insuflar-li nova joventut.
A la seva biografia de Danielle Darrieux, Christian Dureau ha escrit :« A principis de 1948, Jean Cocteau, que va escriure el guió i els diàlegs de Ruy Blas, no es va posar ni tan sols a l'escenari de la pel·lícula produïda per Georges Legrand i André Paulvé, que va oferir la direcció a Pierre Billon. D'altra banda, Cocteau imposa Jean Marais en el doble paper de Don César de Bazan i Ruy Blas, que el teatre no permet. Els dos personatges semblen bessons. També és el gran poeta qui pregunta a Danielle Darrieux si li agradaria ser la reina Maria d'Espanya en aquest drama històric, després d'haver escrit per a ella uns anys abans el paper de la princesa de Clèves per a una pel·lícula que finalment no es va fer. Darrieux accepta amb entusiasme, seduït per les cartes que li envia Cocteau. Durant el rodatge, es va desenvolupar una profunda amistat entre els tres protagonistes, Jean Marais és especialment atent a la seva parella i la posa a gust en totes les circumstàncies.
Per a les escenes d'acrobàcies, Billon fa venir algú per doblar el seu actor. Marais es manté ferm per dur a terme les acrobàcies ell mateix: es balanceja penjant d'un canelobre en forma de pòrtic de barra abans de creuar un vitrall, després salta per rebotar sobre un cavall que comença a galopar; descendeix per un torrent a Tignes mentre nedava en aigües gelades i de sobte, atrapat en un remolí del torrent, està bloquejat per una roca, els peus emergeixen però el cap sota les onades. Es salva in extremis gràcies a una corda llançada per un tècnic!
Els espectadors critiquen la pel·lícula per la seva manca de lirisme. En allunyar-se de l'obra inicial de Victor Hugo, Cocteau la va transformar en una senzilla pel·lícula d'aventures i una història d'amor que il·lustra el tema "el cuc de terra enamorat d'una estrella'. Insuficient segons els professionals per crear una obra important. Danielle Darrieux i Jean Marais, tanmateix, surten amb honors, però el llargmetratge és un fracàs comercial.
A la seva biografia de Jean Marais, Gilles Durieux va escriure : « Si bé Pierre Billon la va dirigir, va ser Cocteau qui va fer enginyeria inversa del famós drama de Victor Hugo perquè pogués ser portat a la pantalla. “Jean Cocteau i jo”, va declarar el director (Pierre Billon) abans del rodatge, “ens vam trobar amb la necessitat de mantenir les coses senzilles. No va ser possible restaurar, com en el segle passat, els palaus fluixos de penjades i l'arquitectura obsoleta de l'apartament privat més petit.Veritablement, la nostra pel·lícula prescindirà de decorats. O, més precisament, només indiquem els marcs de la decoració. Unes línies, unes quantes penjades i donem pas a la imaginació de l'espectador. » Aparentment era el mateix per al text, també simplificat. De fet, el poeta d'avui es va queixar del poeta d'ahir, trobant que la peça de Victor Hugo era un "mecanisme aterridor", fins i tot que "no s'aixecava". […]
El mal humor de l'adaptador com el del seu company actor va ser retransmès per una recepció força hostil del públic. Contra el que es va pronunciar l'autor d'una monografia sobre Jean Cocteau als anys seixanta, el crític René Gilson, autor d’una monografia de Jean Cocteau : « Per tant, Jean Cocteau va reescriure Ruy Blas. Que bé que ho va fer! Va recompondre i estructurar amb més rigor que Victor Hugo, va agafar la substància del diàleg dels alexandrins despullant-los, fent que tots els turmells, les paraules sobrades, els roncs rítmics portin amb l'àcida precisió de la seva llengua. Va escriure una “pel·lícula el més activa possible”, és a dir una pel·lícula d'acció, és a dir una pel·lícula d'acció, com podem dir del seu teatre que és un teatre d'actes. » I l'especialista en Jean Cocteau va afegir: “Aquest Ruy Blas és una pel·lícula d'aventures, una pel·lícula de capa i espasa, la primera i més bonica de les que Jean Marais rodaria després en el gènere. » Una opinió compartida, des de l'estrena de la pel·lícula l'any 1947, per L'Écran français sota la ploma de Jean Vidal: "Reconeixem que privat de la seva substància original, però hàbilment construït i il·lustrat per Pierre Billon amb un gust innegable, la història de Ruy Blas és un espectacle molt agradable per captar l'atenció fins al final. Jean Marais juga molt intel·ligent i amb certa sinceritat. Lluny de confiar només en els avantatges del seu físic, es va esforçar per donar caràcter a cadascuna de les seves encarnacions. »
La pel·lícula es va rodar a studio d'Épinay i per a les escenes exteriors a Venècia i als suburbis de Milà. Va vendre un total de 2,45 milions d’entrades.